# Popol Vuh

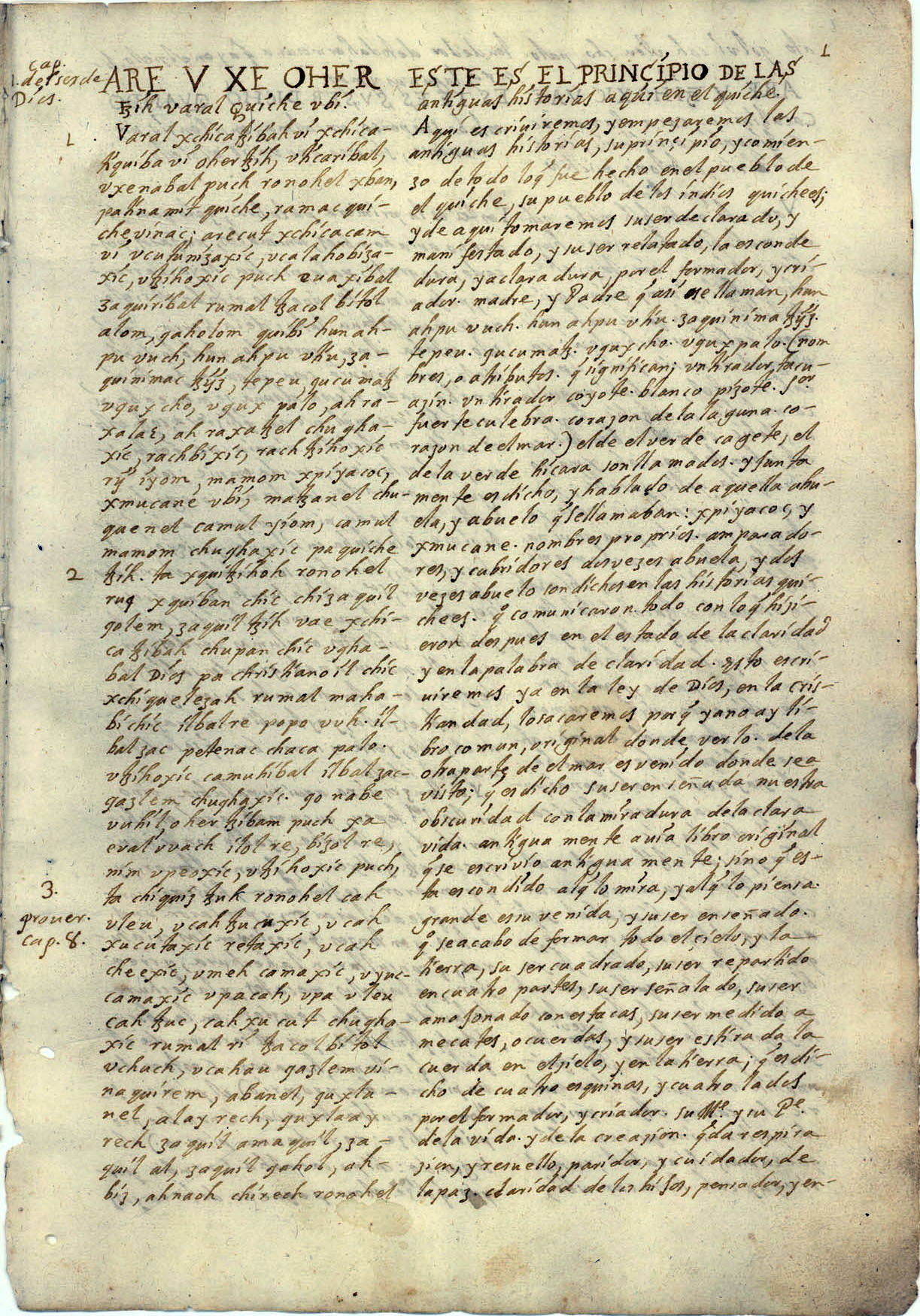
Primeira página do manuscrito do Popol Vuh, guardado na Biblioteca Newberry, Chicago, Coleção Ayer

O termo Popol Vuh, comumente traduzido do idioma quiché como "livro da comunidade", é um registro documental da cultura maia, produzido no século XVI, e que tem como tema a concepção de criação do mundo deste povo. Popol é interpretado como "comunidade" ou "conselho", e dá a ideia de algo que é de propriedade comum; e vuh ou wuj, em quiché moderno, significa "livro". Como os maias eram divididos em diversas tribos, faz-se necessário saber que, embora boa parte da narrativa fosse aceita majoritariamente no território maia, existiam especificidades entre as tribos e regiões.

## História e influências

### Origem
Acredita-se que o manuscrito original do Popol Vuh tenha sido escrito por volta de 1554-1558, em alfabeto latino, no idioma quiché. No entanto, esse manuscrito permanece perdido até os dias atuais. O documento foi traduzido para o castelhano pelo frei Francisco Ximénez, em 1701, e encontra-se hoje em Chicago, na Biblioteca Newberry.  Em 1861, Charles Étienne Brasseur de Bourboung baseou-se em uma tradução de Carl Scherzer e publicou o texto, em francês, sob o nome de Popol vuh. 

### Influência cristã
Não apenas o Popol Vuh, mas outras narrativas indígenas da Mesoamérica sofreram forte influência cristã durante o período colonial. Em geral, os cronistas responsáveis pela compilação da cosmogonia maia atrelaram a ela valores e códigos que faziam sentido apenas para a cultura cristã. Em certos trechos do Popol vuh, é possível notar semelhanças com o discurso bíblico. Dessa forma, os mitos de criação e o próprio entendimento dos deuses mesoamericanos se perderam dentro da interpretação europeia dos escritos indígenas. Portanto, seria mais apropriado encarar esses escritos "catequizados" como a visão colonizadora da cosmogonia maia do que propriamente como o modo pelo qual os maias estruturavam suas crenças. É importante ressaltar que, para o povo maia, o conceito de "deus"  não era necessariamente  igual ao dos espanhóis, que consideravam sua visão religiosa como universal.

## Estrutura e narrativa
Escrito em forma de prosa poética, o texto aborda questões sobre a criação do mundo, dos homens e dos animais, segundo a tradição maia. O manuscrito original do Popol Vuh não era dividido em capítulos. No entanto, as edições atuais, baseadas na tradução de Brasseur, apresentam essas divisões, que foram feitas de acordo com a ordem cronológica e temática dos acontecimentos. Apesar de não apresentar originalmente tais divisões, é possível notar duas partes distintas na narrativa: a primeira  refere-se à origem do mundo e à vitória dos gêmeos Hunahpú e Ixbalanque sobre os Senhores do Inframundo; a segunda aborda desde a criação do milho até a presença dos quichés na América Central.
Antes de iniciar a história da criação do mundo, o texto diz que havia uma preexistência, composta de calma, silêncio e imobilidade. Existiam apenas o céu e o mar, onde estavam o Criador, o Formador, Tepeu, Gucumatz ou Quetzalcoatl, os Progenitores e Huracán, também chamado de Coração do Céu. A narrativa da criação se inicia quando Tepeu e Gucumatz decidem criar o homem. Os deuses criam, então, o mundo e tudo o que nele está presente, a natureza e os animais. Uma vez que os animais, apesar de dotados de voz, eram incapazes de adorar seus criadores, foram amaldiçoados. É nesse momento que é criado o primeiro homem, feito de lodo; porém, este se desmanchava e não possuía entendimento do mundo. Logo, também não podia adorar aos deuses  e por isso foi destruído. 
No segundo momento da criação, os deuses consultaram os adivinhos Ixpiyacoc e Ixmucané, que lançaram a sorte com grãos de milho e orientaram que o novo homem fosse feito de madeira. Assim os deuses fizeram. Os homens de madeira se multiplicaram e dispersaram, porém, assim como o homem de lodo, não foram capazes de invocar seus criadores, sendo também destruídos num dilúvio de resina. Os sobreviventes tornaram-se macacos. 
Em um terceiro momento da criação (ou ainda no segundo momento, a depender da fonte), a narrativa se ocupa de relatar a história dos gêmeos Hunahpú e Ixbalanque, que despertaram a atenção dos Senhores do Inframundo, e estes, incomodados com o comportamento dos homens, decidiram transformá-los em peixes. Os gêmeos, por fim, atiram-se em uma fogueira e transformam-se no Sol e na Lua.
Na quarta e última idade abordada pelo Popol Vuh, uma nova tentativa de criação ocorre - dessa vez utilizando milho como matéria prima. Os homens feitos de milho tomaram ciência de si e então deram graças aos seus deuses criadores. Essa é a explicação da origem da atual humanidade  e  da criação dos povos que habitavam a Mesoamérica.

### As idades do mundo[1]
De forma simplificada, podemos descrever as quatro idades narradas pelo Popol Vuh da seguinte maneira:
1ª idade:
- No início havia calma, silêncio e imobilidade.
- Os deuses decidem, juntos, criar o homem. Antes disso, criaram as árvores, a vida e os animais. Os últimos, apesar de terem sido dotados de voz, não foram capazes de invocar os deuses, e por isso foram punidos, que passariam a ter suas carnes servidas de alimento.
- Foi criado então, do barro, o homem, mas estes se desmanchavam facilmente e eram incapazes de louvar os deuses, que em consequência destruíram-nos.

2ª idade:
- Os deuses consultaram os adivinhos Ixpiyacoc e Ixmucané para criar um homem que pudesse invocá-los, e a indicação obtida foi fazê-los de madeira. Os homens de madeira povoaram a terra, mas possuíam sequer alma ou entendimento, portanto não podiam invocar seus criadores. Foram destruídos com um dilúvio, e os sobreviventes tornaram-se macacos.

3ª idade:
- Epopeia dos Gêmeos. Os Gêmeos tornam-se o Sol e a Lua.

4ª idade:
- Criação dos homens de milho, que se tornaram a atual humanidade.
- Estes possuíam percepção do mundo e invocaram seus criadores, que lhes concederam limites mortais, para que não ameaçassem a soberania dos deuses.

### Deuses
Segundo historiadores e demais estudiosos do período colonial, o Popol Vuh e outras fontes contendo narrativas religiosas dos nativos americanos apresentam o mesmo problema quando analisadas: a posição dos deuses e divindades mesoamericanos foi moldada a partir de visões cristãs de importância e hierarquia, o que teria provocado uma distorção sobre a real importância que os maias concediam a cada deus, ou mesmo como este povo concebia a noção de divino.
Eduardo Natalino dos Santos escreve: "Os textos produzidos pelos próprios nativos ou baseados em declarações de sábios e informantes mostram que tais prioridades deram aos deuses um lugar que não coincidia com aquele que ocupavam dentro do pensamento mesoamericano."

### Alguns Personagens
- Quetzalcoatl ou Gucumatz

Deidade de papel central na criação das diversas humanidades, em especial a atual. À época da chegada dos espanhóis na América, era um deus reconhecido por boa parte das tribos mesoamericanas.

- Ixpiyacol e Ixmucané

Ixpiyacol e Ixmucané são interpretados como adivinhos e guias espirituais dos maias. Consultados para a segunda criação dos homens, sugerem que estes sejam feitos de madeira, após lançarem a sorte com grãos de milho.

- Huracán e Tepeu

Ao lado de Gucumatz, deuses iniciais da narrativa maia. Huracán (Coração do Céu), Tepeu e Gucumatz ou Quetzalcoatl (progenitores que estavam na água rodeados de claridade e sob plumas verdes e azuis), juntos, decidiram criar o mundo, as coisas nele presentes e a humanidade.

- Hunahpú e Ixbalanque

Gêmeos que perturbaram os senhores do Inframundo e, após se lançarem em uma fogueira, tornaram-se o Sol e a Lua.

## OPopol Vuhhoje
O Popol Vuh, depois das traduções de Scherzer e Brausser, encontra-se hoje traduzido em diversas línguas e permanece como uma das principais fontes de informação - não só acerca das bases da cultura maia como também do período de colonização da América, por sua dualidade de interpretações. As narrativas nele presentes ainda são preservados por tribos maias como um importante elemento constitutivo de sua identidade.